# Мінамі (район, Саппоро)

43°03′ пн. ш. 141°21′ сх. д. / 43.050° пн. ш. 141.350° сх. д.
Райо́н Міна́мі (яп. 南区, みなみく, МФА: [mʲinamʲi ku̥], «Південний район») — район міста Саппоро префектури Хоккайдо в Японії. Станом на 1 жовтня 2008 року площа району становила 657,23 км². Станом на 31 березня 2017 населення району становило 139 190 осіб.